# 諾門孔燈鱂
諾門孔燈鱂，為輻鰭魚綱鯉齒目鯉齒亞目花鳉科的其中一種，分布於非洲西部及中部的淡水流域，體長可達4公分，棲息在溪流、沼澤，屬雜食性，人工環境下不挑餌，能接受各種類型的飼料，可做為觀賞魚，水族市面稱為藍眼燈。

## 擴展閱讀
維基物種上的相關：諾門孔燈鱂